# Матвеево (Тверская область)
Матвеево — село в Спировском районе Тверской области, входит в состав Краснознаменского сельского поселения.

## География
Село находится в 5 км от центра поселения посёлка Красное Знамя и в 7 км на восток от райцентра посёлка Спирово. 

## История

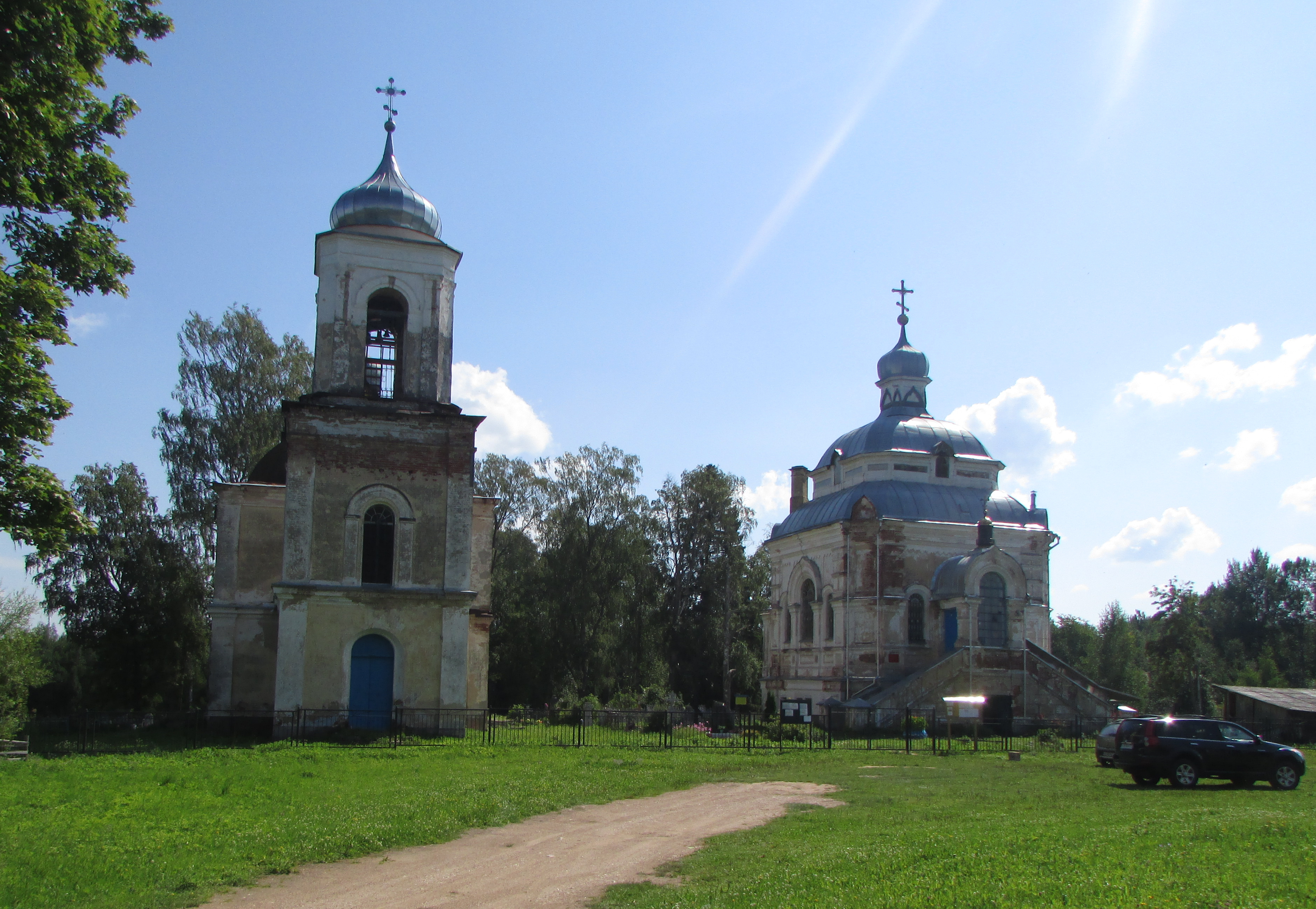
Храмовый комплекс Георгиевско-Чудинского погоста

В 1861 году на Преображенском (Георгиевском Чудинском) погосте близ деревни Матвеево была построена каменная Преображенская церковь с 2 престолами, в 1869 году построена каменная Георгиевская церковь, метрические книги с 1780 года.
В конце XIX — начале XX века деревня вместе с погостом входила в состав Песчанинской волости Вышневолоцкого уезда Тверской губернии.
С 1929 года село являлось центром Матвеевского сельсовета Спировского района Тверского округа Московской области, с 1935 года — в составе Калининской области. В 1930 году в Матвеево создан колхоз, с 1950 года — центральная усадьба колхоза им. М. Горького.
С 1994 года деревня в составе Краснознаменского сельского округа, с 2005 года — в составе Краснознаменского сельского поселения.

## Население
| 1859 | 1983 | 2002 | 2010 |
| ---- | ---- | ---- | ---- |
| 146  | ↗354 | ↘224 | ↗250 |

## Достопримечательности
В селе расположены действующие Церковь Спаса Преображения и Рождества Пресвятой Богородицы (1861) и Церковь Георгия Победоносца (1869). Действует Музей Матвеевского сельского прихода.